# Harry Curtis (giocatore di football australiano)
Harry Curtis (Carlton, 3 ottobre 1892 – South Melbourne, 31 marzo 1978) è stato un giocatore di football australiano e dirigente sportivo australiano che ha vinto per due volte la Victorian Football League (attuale Australian Football League) con la maglia del Collingwood Football Club: 1917 e 1919.
Nella sua ultma stagione col club (1923) ne è stato il capitano.
Dopo il ritiro è divenuto presidente del Collingwood, carica che ha mantenuto fino al 1950. Nei 27 anni della sua presidenza, la squadra vinse altri 6 titoli.
Dopo la morte è stato inserito sia nella hall of fame della AFL che in quella del Collingwood.
Anche il fratello Charlie Curtis fu un giocatore di football australiano.